# Loxosceles corozalensis
Espèce
Loxosceles corozalensis est une espèce d'araignées aranéomorphes de la famille des Sicariidae.

## Distribution
Cette espèce est endémique de l'État de La Guaira au Venezuela,.

## Étymologie
Son nom d'espèce, composé de corozal et du suffixe latin -ensis, « qui vit dans, qui habite », lui a été donné en référence au lieu de sa découverte, l'Hacienda Corozal à Maiquetía.

## Publication originale
- González-Sponga, 2010 : Biodiversidad. Arácnidos de Venezuela. Descripción de seis especies nuevas del género Loxosceles Heinecken & Lowe, 1832 (Araneae: Scytodidae: Loxoscelinae). Boletin, Academia de Ciencias Físicas, Matemáticas y Naturales de Venezuela, vol. 68, no 2, p. 31-49.